# Sara Penzo
Sara Penzo (Chioggia, 16 dicembre 1989) è un'ex calciatrice italiana, di ruolo portiere.
In carriera dal 2007 ha militato in squadre iscritte alla Serie A, il massimo livello del campionato italiano, conquistando due Coppe Italia. Con la maglia della nazionale italiana under-19 è stata campionessa europea con la vittoria a Tours del campionato europeo di categoria di Francia 2008. Con la nazionale maggiore ha collezionato 7 presenze.

## Carriera

### Club
La giovane Sara ha iniziato la sua carriera calcistica all'età di 7 anni, quando, giocando con degli amici di scuola nel parco-giochi del quartiere, viene notata dall'allenatore della squadra di pulcini della città. Da allora la sua passione per il calcio e la sua bravura aumentarono portandola a disputare stagioni e tornei con squadre maschili ottenendo l'ammirazione di molti che inizialmente erano scettici sulle sue capacità. Negli anni a seguire cominciò a giocare con la squadra femminile del Chioggia Sottomarina, trampolino di lancio che le permise di partecipare a diversi raduni della rappresentativa veneta e ad essere notata dal Gordige dove cominciò a giocare all'età di 13 anni. Fin dall'inizio si trovò impegnata nella squadra Juniores fino al compimento dei 14 anni, quando Sara incominciò a giocare in serie B e venne convocata in nazionale con l'Under-17.
Mentre la carriera della giovanissima Sara Penzo stava procedendo per il meglio, un infortunio durante una partita di campionato nell'autunno del 2006 la costrinse a ritirarsi per una stagione dalla scena calcistica. La rottura del legamento crociato infatti, costrinse la Penzo ad un intervento prima e alla riabilitazione poi. Nonostante questo periodo di pausa forzata Sara non si diede per vinta riuscendo in breve tempo a recuperare e ad essere in forma per le qualificazioni agli europei del 2007, dove la qualificazione venne sfiorata e mancata per un soffio.
Nella stagione 2007-2008, all'età di 17 anni, la Penzo venne contattata dalla Torres che le offrì il debutto in serie A come primo portiere della squadra, un'occasione che la ragazza non si lasciò sfuggire, comportando il trasferimento dalla città natale a Sassari. Al termine del campionato la Torres concluse al secondo posto, riuscendo però a vincere la Coppa Italia.
Nel luglio 2008 è stato annunciato il suo passaggio al neopromosso Venezia 1984 per il successivo campionato 2008-2009. Dopo tre stagioni al Venezia, Sara Penzo si è trasferita in Svizzera nelle file del Basilea, senza però collezionare presenze.
Il 15 giugno 2012 è stato annunciato il suo acquisto da parte del Brescia. Dopo aver disputato da titolare la stagione 2012-2013 con il Brescia, nell'estate 2013 Sara Penzo è passata al Tavagnacco. Disputa l'intera stagione da titolare con la maglia del Tavagnacco, vincendo la sua seconda Coppa Italia, mentre l'anno dopo è nuovamente costretta a rimanere ferma per quasi tutta la stagione a causa di un infortunio al ginocchio.
Le conseguenze dell'infortunio negano all'atleta la possibilità di tornare attivamente tra i pali costringendo la società ad affiancarle delle pari ruolo fino alla decisione, maturata congiuntamente, di svincolare Penzo nel febbraio 2017 per subentrati impegni professionali.
Durante il calciomercato estivo 2017 formalizza un accordo con la Lazio iscritta al campionato di Serie B 2017-2018.
La stagione successiva rimane a Roma, cambiando però squadra, accordandosi con la Roma CF, anch'essa, come la Lazio, partecipante alla Serie B, nel frattempo passata a girone unico.

### Nazionale
Nel luglio del 2008 ha vinto come primo portiere gli Europei Under-19 con la nazionale italiana (impresa che segna la prima vittoria della Nazionale Italiana di calcio femminile ad un torneo internazionale), giocando quattro partite e subendo un solo gol. È inoltre stata inserita nella lista delle dieci migliori giocatrici dell'europeo secondo la UEFA. Già dall'anno seguente la vittoria agli europei del 2008 in Francia, la Penzo è stata convocata nella nazionale maggiore, riuscendo però a giocare solo nel 2010 contro l'Inghilterra.

## Statistiche

### Cronologia presenze e reti in nazionale
| Cronologia completa delle presenze e delle reti in nazionale ― Italia | Cronologia completa delle presenze e delle reti in nazionale ― Italia | Cronologia completa delle presenze e delle reti in nazionale ― Italia | Cronologia completa delle presenze e delle reti in nazionale ― Italia | Cronologia completa delle presenze e delle reti in nazionale ― Italia | Cronologia completa delle presenze e delle reti in nazionale ― Italia | Cronologia completa delle presenze e delle reti in nazionale ― Italia | Cronologia completa delle presenze e delle reti in nazionale ― Italia |
| Data                                                                  | Città                                                                 | In casa                                                               | Risultato                                                             | Ospiti                                                                | Competizione                                                          | Reti                                                                  | Note                                                                  |
| --------------------------------------------------------------------- | --------------------------------------------------------------------- | --------------------------------------------------------------------- | --------------------------------------------------------------------- | --------------------------------------------------------------------- | --------------------------------------------------------------------- | --------------------------------------------------------------------- | --------------------------------------------------------------------- |
| 3-3-2010                                                              | Nicosia                                                               | Inghilterra                                                           | 3 – 2                                                                 | Italia                                                                | Cyprus Cup 2010 - Finale 5º posto                                     | -3                                                                    |                                                                       |
| 1-3-2012                                                              | Nicosia                                                               | Italia                                                                | 1 – 2                                                                 | Canada                                                                | Cyprus Cup 2012                                                       | -2                                                                    |                                                                       |
| 19-9-2012                                                             | Atene                                                                 | Grecia                                                                | 0 – 0                                                                 | Italia                                                                | Qual. Euro 2013                                                       | -                                                                     |                                                                       |
| 8-3-2013                                                              | Larnaca                                                               | Nuova Zelanda                                                         | 2 – 0                                                                 | Italia                                                                | Cyprus Cup 2013                                                       | -2                                                                    |                                                                       |
| 13-2-2014                                                             | Novara                                                                | Italia                                                                | 6 – 1                                                                 | Rep. Ceca                                                             | Qual. Mondiali 2015                                                   | -1                                                                    |                                                                       |
| 12-3-2014                                                             | Paralimni                                                             | Australia                                                             | 5 – 2                                                                 | Italia                                                                | Cyprus Cup 2014 - Finale 7º posto                                     | -3                                                                    | 46’                                                                   |
| 17-9-2014                                                             | Vercelli                                                              | Italia                                                                | 15 – 0                                                                | Macedonia                                                             | Qual. Mondiali 2015                                                   | -                                                                     |                                                                       |
| Totale                                                                |                                                                       | Presenze                                                              | 7                                                                     |                                                                       | Reti                                                                  | -11                                                                   |                                                                       |

## Palmarès

### Club
- Coppa Italia: 2

Torres: 2007-2008
Tavagnacco: 2013-2014

### Nazionale
- Campionato d'Europa under 19: 1

2008